# Sasima spinosa
Sasima spinosa är en insektsart som först beskrevs av Brunner von Wattenwyl 1898.  Sasima spinosa ingår i släktet Sasima och familjen vårtbitare.

## Underarter
Arten delas in i följande underarter:
- S. s. spinosa
- S. s. sinuata